# Fédération Béninoise de Rugby
Die Fédération Béninoise de Rugby (fe-be rugby) ist der Dachverband für den Rugbysport im westafrikanischen Staat Benin. Er wurde im Jahr 2008 gegründet und trat 2012 dem für Afrika zuständigen Kontinentalverband Rugby Africa bei, dem er als Vollmitglied angehört. Im Weltverband World Rugby ist fe-be rugby kein Mitglied.
In den Verantwortungsbereich des Verbands fällt u. a. die beninische Rugby-Union-Nationalmannschaft.